# Modrak
Modrak ili traglja, tragalj (lat. Spicara maena) je najveća od girovki u Jadranu. Naraste do 30 cm duljine i preko 0,3 kg težine. Izgledom je sličan oštrulji, od koje se najviše razlikuje veličinom i bojom. Naime modrak je modrozelene boje sa smeđim prugama po bokovima, i velikom tamnom mrljom na svakoj strani. U vrijeme parenja mužjaci modraka također imaju kričavu fluorescentnu modru boju. Svi pripadnici ove vrste se rađaju kao ženke, a pri veličini od 20 cm mijenjaju spol i postaju mužjaci. Živi u plićim područjima nego ostale girovke (do 100 m), pogotovo zimi kada ga se može naći i blizu površine. Preferira tla obrasla posejdonijom gdje pronalazi zaklon i hranu. Hrani se malim račićima, crvićima i ribljom mlađi, kao i algama. Jedina je od girovki koja se lovi udičarenjem, posebno zimi.
- S. maena
- Jato modraka.
- Spicara maena

## Zanimljivost
Na Hrvatskoj on-line enciklopediji još se navodi da su gira oštrulja i modrak dvije različite vrste što nije točno i nije priznato.[tko kaže?] Znanstveni takson Spicara flexuosa sinonim je za S. maena

## Rasprostranjenost
Modrak je stanovnik istočnog dijela Atlantika, od Portugala do Maroka, te oko otoka Kanara. Živi i po cijelom Mediteranu kao i u Crnom moru.

## Vanjske poveznice
|  | Zajednički poslužitelj ima još gradiva o temi Modrak |
|  | Wikivrste imaju podatke o taksonu Modrak             |